# Clarinha Alves
Clarinha Nheu Alves ist eine Politikerin aus Osttimor. Sie ist Mitglied der Associação Social-Democrata de Timor (ASDT).
Als Nachrückerin folgte Alves zwischen 2009 und August 2011 dem erkrankten ASDT-Parteichef Francisco Xavier do Amaral als Abgeordnete in das Nationalparlament Osttimors. Sie blieb bis zu den Neuwahlen 2012, bei denen sie nicht mehr auf der Wahlliste der ASDT vertreten war. Ohnehin scheiterte die ASDT an der Drei-Prozent-Hürde.